# Franz Jomrich

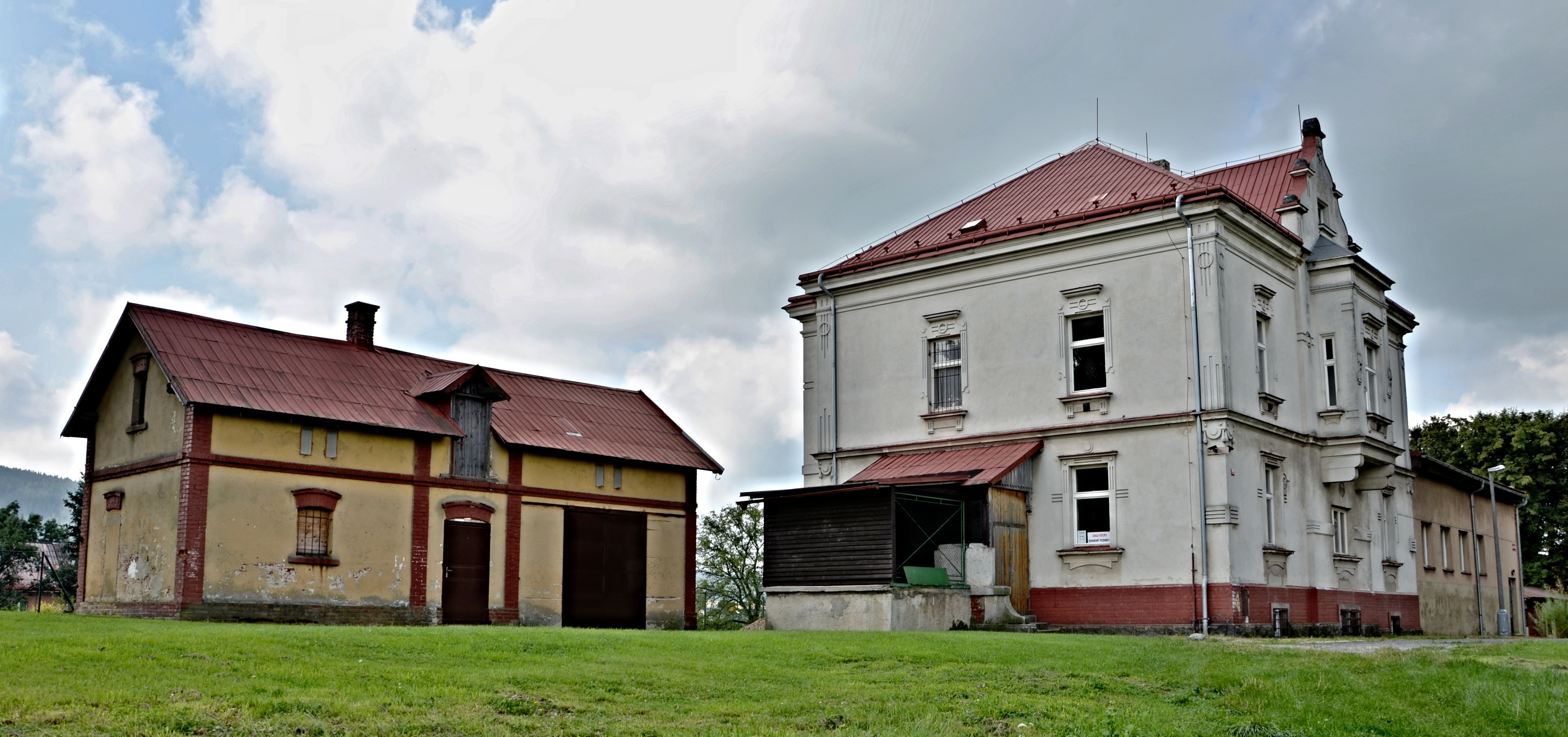
Někdejší novoměstská vila děkana Franze Jomricha

Franz Jomrich (20. září 1834 Frýdlant – 6. března 1920) byl římskokatolický kněz a osobní děkan.

## Životopis
Na kněze byl vysvěcen 26. července 1858 v Litoměřicích. Od 1. října 1885 působil ve farnosti v Novém Městě pod Smrkem ve Frýdlantském výběžku dnešní České republiky (tehdy Rakouska-Uherska). Měl rád přírodu a podnikal výlety na horu Smrk (1124 m n. m.). Při svých cestách se pohyboval na oslíku. Nejenom zdejší věřící si pátera kvůli jeho specifickému humoru oblíbili a jeho životní příběhy pak vyšly i knižně. Když se v roce 1892 otevírala rozhledna na Smrku, patřil Jomrich mezi řečníky slavnostního shromáždění. Roku 1905 navíc nechal na strom na vrcholu hory pověsit litinový kříž s pozlacenou sochou Krista a pod něj umístit klekátko. Později byl kříž přesunut na jiný strom blíže rozhledně a během sedmdesátých let 20. století zmizel. V roce 1901 obdržel čestný titul osobní děkan.
Roku 1904 si páter nechal východně od novoměstského kostela svaté Kateřiny za zdejším chudobincem zbudovat vilu (dům čp. 830) nazývanou Franzesruh. 31. srpna 1911 odešel do penze a ve své závěti odkázal objekt Novému Městu pod Smrkem jako nemocnici. Novoměstští mu udělili čestné občanství.